# Energetska učinkovitost u prijevozu
Energetska učinkovitost je suma isplaniranih i provedenih mjera čiji je cilj korištenje minimalno moguće količine energije tako da razina udobnosti i stopa proizvodnje ostanu sačuvane. Energetska učinkovitost znači uporabiti manju količinu energije za obavljanje istog posla (grijanje ili hlađenje prostora, rasvjetu, proizvodnju raznih proizvoda, pogon vozila...). Pod pojmom energetska učinkovitost podrazumijevamo učinkovitu uporabu energije u svim sektorima krajnje potrošnje energije: industriji, prometu, uslužnim djelatnostima, poljoprivredi i u kućanstvima.
Energetska učinkovitost različitih vrsta prijevoza u rasponu od nekih sto kilodžul po kilometru za bicikl do nekoliko megadžul za helikopter.
Učinkovitost se može izraziti kao :
- udaljenost vozila po potrošnji volumena
- udaljenost vozila po potrošnji težine
- potrošnja po jedinici udaljenosti vozila
- potrošnja po jedinici udaljenosti putnika
- potrošnja po jedinici udaljenosti po jedinici mase prevezenog

tereta
Energetska učinkovitost je važan faktor koji utječe na troškove i vrstu prijevoza. Također može poslužiti kao relevantan pojam za povećanje autonomije i smanjenja zagađenja okoliša.

### Načini prijevoza:
Za prijevoz tereta, željeznički i brodski promet mnogo su učinkovitiji nego transport kamionima, dok je zračni prijevoz je puno manje učinkovit.

##### Hodanje:
68 kg teška osoba hodajući 4 km/h, treba oko 880 kilodžul/h. Jedan galon ( 3,7854 litara) benzina sadrži oko 120 megadžul energije, što je otprilike 153 km/l ili 0,65 l/100 km.

##### Biciklomobili:
Postoji više vrsta biciklmobila, koji imaju najveću energetsku učinkovitost u prijevozu. Pri brzini od 50 km/h, ta vozila potroše samo 0,5 kilovatsat energije hrane /100 kilometar za prijevoz putnika, što je petina potrošnje normalnog bicikla i 1/50 električnog automobila. Prikazano pomoću benzina, to odgovara potrošnji od 2000 km/l ili 0,05 l/100 km.

##### Bicikli
Kao relativno laka i spora vozila, s niskim trenjem guma i učinkovit lanac, bicikl je najučinkovitiji oblik prijevoza. Biciklist težine 64 kg pri brzini od 16 km/h, zahtijeva polovinu energije potrebnu za hodanje da se prevali ista udaljenost, dakle 11 megadžul/100 km. Ova brojka ovisi o brzini i masi vozača: veće brzine dat će veći otpor zraka, teži vozači troše više energije po jedinici udaljenosti. To iznosi oko 0,321 l/100 km.
Motorizirani bicikli pružaju vozaču mogućnost vožnje ljudskom snagom ili uz pomoć jednog 49 kubičnih centimetara motora, koji ima potrošnju 1,5 - 1,2 l/100 km. 

##### Ljudska snaga
Ljudska energija mijenja učinkovitost gore navedenih ciklusa. Kao i kod hodanja, to će uključivati povećanje potrošnje hrane. 
Da bi temeljito analizirali također moramo uzeti u obzir troškove energije za proizvodnju, prijevoz i pakiranje goriva (hrane ili fosilnih goriva), energija nastala u zbrinjavanju otpada i troškove energije u proizvodnji vozila. Ova posljednja može biti značajna s obzirom na to da hodanje ne zahtijeva nikakvu opremu,  automobili primjerice, zahtijevaju mnogo energije za proizvodnju i imaju relativno kratki životni vijek. Također svaka usporedba električnih vozila i vozila na tekuća goriva mora uključiti gorivo potrošeno u elektrani za generiranje električne energije. U Velikoj Britaniji, učinkovitost proizvodnje električne energije i distribucijskog sustava je oko 0,40.

##### Automobili
Potrošnja goriva se često izražava u volumenu potrošenom na sto kilometara (l/100 km) ili u SAD-u u km/l. Određene kompanije navode da energija bezolovnog benzina iznosi 32 megadžul/l, diesela 36,4 megadžul/l.
Drugo važno razmatranje su energetski troškovi proizvodnje energije. Biološka goriva, električna energija i proizvodnja vodika imaju visoke troškove proizvodnje. 
U obzir treba uzeti i popunjenost vozila. Broj putnika po vozilu povećava potrošnju. Međutim, ovo povećanje je neznatno u odnosu na smanjenje potrošnje po jedinici udaljenosti po putniku.
Proračuni energetski učinkovitih vozila, bez uključenih troškova proizvodnje samog vozila, su beskorisni. Početna cijena energije potrebne za proizvodnju vozila može biti amortizirana tijekom životnog vijeka vozila, za izračun prosječne energetske učinkovitosti tijekom njegovog životnog vijeka. Drugim riječima, vozila koja koriste velike količine energije za proizvodnju i koriste se za relativno kratko vrijeme, zahtijevat će puno više energije tijekom svog životnog vijeka. Na primjer, hodanje ne zahtijeva posebnu opremu i automobil proizveden i isporučen iz neke druge zemlje, izrađen od dijelova proizvedenih iz cijeloga svijeta, koristi se za ograničen broj godina.

##### Zrakoplovi
Glavna odrednica energetske potrošnje zrakoplov je otpor, kojem se mora suprotstaviti potisak kako bi zrakoplov ostvario progresivan let.
-Otpor je razmjeran uzgonu potrebnom za održavanje visine koji je jednak težini zrakoplova. Kao se inducirani otpor povećava s težinom; smanjenjem mase, poboljšanjem učinkovitosti motora i smanjenjem aerodinamičnog otpora može se znatno povećati energetska učinkovitost zrakoplova, što bi otprilike bilo jednako do 1% smanjenju težine, odnosno oko 0,75% smanjenju potrošnje goriva.
-Nadmorska visina leta utječe na učinkovitost motora. Učinkovitost mlaznog motora povećava se povećanjem visine leta sve do tropopauze gdje je temperatura atmosfere najniža; na nižim temperaturama, Carnotova učinkovitost je veća. Učinkovitost mlaznog motora veća je i s povećanjem brzine sve do oko 0,85 M.  nakon čega se gubitci radi aerodinamičke strukture zrakoplova brže povećavaju.
-Efekt stlačivosti: početkom nadzvučnih brzina koje se na određenim dijelovima zrakoplova mogu pojaviti na brzini oko 0,85 M., udarni valovi zraka čine sve veći otpor.
-Za nadzvučnom letu, teško je postići specifični omjer uzgon/otpor veći od 5, te se potrošnja goriva proporcionalno povećava.
Prosjek potrošnje za putničke avione je 4,8 l/100 km po putniku (podatak iz 1998. godine, s u prosjeku 20% slobodnih sjedala). Učinkovitost mlaznih zrakoplova se poboljšava: između 1960. i 2000. godine došlo je 55%-tnog povećanja učinkovitosti u ukupnoj potrošnji goriva (ako je u izračunu izostavljena neefikasna flota DH Comet 4 a Boeing 707 uzet u obzir u osnovnom izračunu). Većina poboljšanja učinkovitosti desila se u prvom desetljeću kada se uporaba mlaznih zrakoplova raširila u komercijalne svrhe. U usporedbi s najnaprednijim turbo-prop zrakoplovima iz 1950-tih, moderni zrakoplov je tek neznatno učinkovitiji u omjeru putnik-milja. Između 1971. i 1998. godine prosječno godišnje poboljšanje/flota prema dostupnim sjedalima po kilometru procijenjena je na 2,4%. Putnički nadzvučni avion Concorde uspio je ostvariti omjer oko 17 putnika po milji/ Imperialni galon, što je slično poslovnom avionu s mlaznim pogonom, ali mnogo gore nego podzvučni turbofen zrakoplov. Airbus navodi kako je omjer potrošnju goriva njihova A380 manja od 3 l/100 km po putniku (78 putnik-milja po SAD galonu).
Kako se preko 80% ukupne težine uzlijetanja modernog zrakoplova poput Airbusa A 380 odnosi na njegovu masu i gorivo, daje se značajan prostor za daljnja poboljšanja u samoj potrošnji goriva. Masa zrakoplova može se smanjiti uporabom lakših materijala poput titana, karbonskih vlakana i drugih kompozitnih materijala. Skupi se materijali mogu koristiti sve dok je njihova ugradnja i cijena opravdana kroz poboljšanu učinkovitost goriva. Poboljšanja postignuta u potrošnji goriva smanjenjem ukupne mase smanjuje količinu goriva koju treba ponijeti što dodatno smanjuje masu zrakoplova i omogućuje daljnje dobitke u potrošnji goriva. Na primjer, veći dio Airbusa A380 izrađen je od kompozitnih materijala.
Na zrakoplovima se danas koriste zakrivljeni vrhovi krila pomoću kojih se mogu postići i do 3,5% smanjenje potrošnje goriva. Nadalje razvijeni su vrhovi krila tipa "Minix" s kojima se postiže i do 6%-tno smanjenje potrošnje goriva. "Wingleti" se mogu nadograditi na bilo koji zrakoplov, smanjujući tako vrtložna strujanja na vrhovima krila s čime se smanjuje i otpor krila.
NASA i Boeing provode ispitivanja na novom obliku zrakoplova, "uklopljeno krilo" (en: Blended wing). Ovaj oblik omogućio bi veću efikasnost goriva jer je cijeli zrakoplov konstruiran za postizanje sile uzgona, ne samo krila. Dizajn "Uklopljeno krilo" nudi prednosti u strukturnoj, aerodinamičnoj i operativnoj učinkovitosti ispred današnjih konvencionalnih oblika trupa i krila. Ove osobine dovode do većeg doleta, ekonomičnost, uštede u životnom ciklusu letjelice kao i niže troškove proizvodnje.
U usporedbi s mlaznim ili turbo mlaznim pogonom, najveću učinkovitost daje Propfen pogon. Turbo motori s propelerom imaju optimalnu brzinu oko 700 km/h. Ova brzina je manja od brzine mlaznih aviona koje koriste glavnina današnjih tvrtki. Međutim, smanjenje brzine smanjuje i otpor. S učestalom sve višom cijenom mlaznog goriva i naglaskom na motor/struktura učinkovitost i za smanjenje emisije plinova, obnovljen je interes za propfen koncept za putničke linijske avione.

##### Mali avioni
- Motorne jedrilice izrađene od kompozitnih materijala mogu dostići iznimno nisku potrošnju goriva za prelete, pomoću toplinske struje zraka i vjetrova.
- Na 160 km/h, diesel motorom pogonjeni dvosjedi Dieselis, potroše šest litara goriva na sat, što je 1,9 litara na 100 putnika po km.[9]
- Na 220 km/h, s četiri sjedala i 100 KS, M C R -4 S potroši 20 litara plina na sat, što je 2,2 litara na 100 putnika po km.
- Pri stalnoj brzinom od 225 km/h, Pipistrel Sinus potroši 11 litara goriva po satu leta. Prevozeći dvije osobe, potroši 2,4 litara na 100 putnika po km.
- Laki zrakoplov TECNAM P 92 Echo Classic na brzini krstarenja od 185 km/h potroši 17 litara goriva po satu leta, koje podrazumijevaju 4,6 litara na 100 putnika po km (2 osobe). Ostali moderni laki zrakoplovi imaju povećanu učinkovitost;. TECNAM P 2002 Sierra RG na brzini krstarenja od 237 km/h potroši 17 litara goriva po satu leta, koje podrazumijevaju 3,6 litara na 100 putnika po km.
- Dvosjedi i četvero sjedi leteći na 250 km/h, gonjeni od stare generacije motora, mogu sagorijevati 25-40 litara po satu leta, što tri do pet litara na 100 putnika po km.
- Sikorsky S-76 C + + s dvije turbine, je helikopter koji potroši oko 143 l/100 km pri brzini od 260 km/h.

##### Queen Elizabeth:
Cunard navodi da njihov brod, RMS Queen Elizabeth 2, putuje 3,32 m / l i da ima kapacitet za 1777 putnika, što će reći da ima potrošnju 16,9 l/ 100 km po jednom putniku.

##### Emma Maersk:
Emma Maersk koristi Wärtsilä-Sulzer RTA 96-C motore, koji troše 163 g /kilovatsat, što iznosi ukupno 13.000 kg po satu. Pretpostavimo da nosi 13.000 kontejnera, zatim 1 kg goriva prevozi jedan kontejner za jedan sat, time i na 45 km. Plovidba traje 18 dana od Singapura do Rotterdama, 11 od Singapura do Sueza, sedam dana od Sueza do Rotterdama, što je otprilike 430 sati, ima 80 MW, +30 MW.

##### Brojčani primjeri potrošnje
- Solarni automobili ne koristite gorivo, punjenje baterija u cijelosti od izgrađena u solarne panele, a obično koriste manje od 3 kilovatsat po 100 milja (67 kJ /km).
- Električni automobil s četiri putnika koristi 169 Wh /km ili 10,4 kilovatsat/100 km, što znači 2,6 kilovatsat /100 km po osobi kada je u potpunosti opterečen, pri 24 mp/h (39 km / h).
- General Motors EV1 je ocijenjen na testu potrošnje goriva s 2.6 L/100 km.
- Chevrolet Volt u električnom načinu rada koristi 36 kWh /100 milja (810 kJ / km), što znači da može biti energetski učinkovitiji od hodanja četiri ili više putnika.
- Daihatsu Charade,993 kubičnih centimetara, turbo-dizel, (1987-1993) je osvojio nagradu za najučinkovitije vozilo, imao je potrošnju 100 m/g. To je samo nadmašio VW Lupo koji ima potrošnju oko 102 m/g. Oba automobila su rijetkost tržištu. Daihatsu je imao velikih problema s korozijom i sigurnosti što pridonosi svojoj rijetkosti i prilično kratkom procesu proizvodnje.
- Volkswagen Polo 1.4 TDI BlueMotion i SEAT Ibiza 1.4 TDI Ecomotion, imaju potrošnju od 3,8 l/100 km (kombinirano) s čime su najučinkovitiji automobili u prodaji u Velikoj Britaniji od 22. ožujka 2008. Godine.
- Honda Insight ima potrošnju od 4,9 l/100 km u stvarnim uvjetima.
- Honda Civic Hybrid ima prosjek od oko 5,2 l/100 km.
- Toyota Prius prema procjenama US EPA-e, ima kombiniranu potrošnju goriva za 2008. godinu od 5,1 l/100 km, što je najučinkovitiji automobil SAD za 2008. Godinu. U Velikoj Britaniji, službena potrošnja Priusa je 4,3 l/100 km.
- Cadillac CTS-V Wagon 6.2l s turbo motorom iz 2012. godine ima potrošnju od 17 l/100 km.
- Bugatti Veyron iz 2012. godine ima potrošnju od 24 l/100 km.